# Serkan Köse
Serkan Köse, född 4 oktober 1976 i Yeniceoba i Turkiet, är en svensk socialdemokratisk politiker. Sedan riksdagsvalet 2018 är Serkan Köse ordinarie riksdagsledamot (tidigare mandatperiod 2014–2018 statsrådsersättare).

## Biografi
Serkan Köse föddes i kurdiska byn Yeniceoba i centrala Turkiet. Köse, som är av kurdisk härkomst, är uppväxt i Stockholmsförorten Fittja. Tillsammans med sin mor och syskon anlände Köse till Sverige år 1986 som tioåring. Hans far däremot kom till Sverige ett par år före familjens ankomst. Köse var uppväxt i en familj under fattiga förhållanden. Utöver svenska talar han även engelska, kurdiska och turkiska. Sedan 2022 bor han i Nynäshamns kommun.
Köse avslutade både grundskolan och gymnasiet. I grundskolan studerade han även kurdiska i modersmålsundervisning. Köse läste samhällsvetenskaplig linje på gymnasiet och tog studenten år 1995. År 1999 blev Köse antagen till Stockholms universitet, där han studerade 1999–2004 och avlade både inom en fil.kand. i statsvetenskap och en fil.kand. i nationalekonomi. Vid sidan om studierna arbetade han som taxiförare och restaurangbiträde 1998–2003.

## Fackliga uppdrag
Köse arbetade i fackförbundet Kommunal som pressekreterare 2005–2010. Därefter var han anställd som pressombudsman i fackförbundet Handelsanställdas förbund 2010–2011. Köse har bland annat varit anställd i ABF Botkryka-Salem som Verksamhetschef/biträdande ombudsman 2011–2013, Tillförordnad ombudsman/Studieförbundschef 2012–2013 och som ombudsman 2013–2014.
Tidigare var Köse även ordförande i Arbetsmarknads- och vuxenutbildningsnämnden i Botkyrka kommun 2011.

## Politisk karriär
Som ung mötte Serkan Köse förtryck och förakt mot det kurdiska folket. Kurdernas kamp för rättigheter inspirerade honom till att engagera sig inom politiken.  
Efter studierna satsade Köse på en politisk karriär. Han tog första steget i den politiska karriären i Socialdemokraternas kvinnoförbund som pressekreterare 2004, där han sedan dess varit involverad och aktiv i Socialdemokraterna. I Botkyrka kommun valdes Köse 2006 till kommunfullmäktige fram till 2018.

### Kandidatur till riksdagen
I valet 2010 kandiderade Köse till riksdagen för Socialdemokraterna första gången. I valet 2014 kandiderade han för andra gången och fick 1 942 röster (1,06%). Jämfört med föregående val blev det betydligt fler röster, men lyckades ändå inte få en plats i riksdagen eftersom kravet är minst fem procent för att bli personvald. Valet 2014 när Regeringen Löfven I tillträdde regeringen den 3 oktober 2014, ersattes då den nytillträdde finansministern Magdalena Andersson av Serkan Köse som statsrådsersättare.
I valet 2018 blev Serkan Köse för första gången vald till riksdagen som ordinarie riksdagsledamot. Med 2 007 röster (1,07%) lyckades Köse få en ordinarie plats i riksdagen och blev vald på grund av sin placering på partiets listor.

## Tidigare utskott i riksdagen
- Suppleant i Arbetsmarknadsutskottet 2014–2019
- Suppleant i Sammansatta utrikes- och försvarsutskottet 2016
- Suppleant i Socialförsäkringsutskottet 2014–2018
- Suppleant i Utrikesutskottet 2014–2018
- Suppleant i Försvarsutskottet 2020
- Suppleant i Konstitutionsutskottet 2020
- Suppleant i Utrikesutskottet 2020